# Đại Thương (đảo)
Đảo Đại Thương (tiếng Trung: 大倉嶼) nằm ở vùng biển trong của Bành Hồ, được bao quanh bởi đảo chính Bành Hồ, đảo Tây và đảo Bạch Sa, được người dân gọi là "hòn ngọc của biển trong". Đây cũng là hòn đảo duy nhất có người sinh sống ở vùng biển trong. Phía nam của đảo Đại Thương là nơi cư dân trên đảo sinh sống, hầu như họ sống dựa vào ngư nghiệp. Diện tích của đảo rất nhỏ, khoảng 0,1656 kilômét vuông (16,56 ha), thuộc về hương Bạch Sa.

## Phong cảnh
Nằm ở phía tây của cảng cá Đại Thương có bãi biển vỏ sò trắng đặc trưng của quần đảo Bành Hồ, là nơi lý tưởng để vui chơi dưới nước và nhặt động vật có vỏ. Đi về phía cực tây của đảo Đại Thương, có thể nhìn xa cây cầu vượt biển nối đảo Tây và đảo Bạch Sa.
Điều đặc biệt nhất của đảo Đại Thương là sau khi thủy triều xuống, các rạn san hô nông của đảo Đại Thương và xã Thành Tiền của hương Bạch Sa sẽ lộ ra, tạo thành một tuyến đường đi bộ trên biển. Tuy nhên, đường này đã bị cấm trong những năm gần đây.

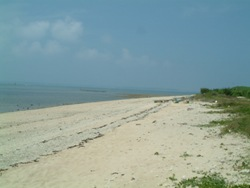
Bãi biển vỏ sò đảo Đại Thương

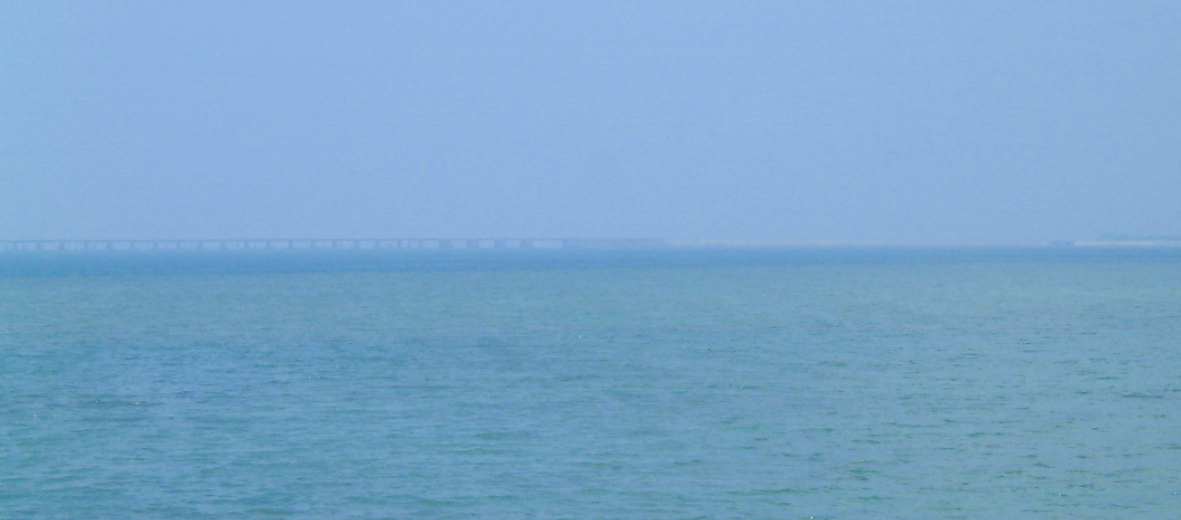
Từ đảo nhìn xa cầu vượt biển

## Tên gọi
Hai tên cũ của đảo Đại Thương là "đảo Đại Thương Tử" (tiếng Trung: 大倉仔嶼) và "Đại Sương" (tiếng Trung: 大礵), về phần tại sao người xưa gọi nó là đảo Đại Thương, nguồn gốc của tên cũ vẫn chưa được xác minh.

## Địa hình
Địa hình tổng thể của đảo Đại Thương là cao ở phía bắc và thấp ở phía nam, địa hình giống hình tam giác, hai bên phía đông bắc có vách đá dựng đứng và các cột đá bazan rõ ràng, không được khai phá nên không có cư dân sinh sống. Phía tây nam dốc thoai thoải ra biển, bao quanh toàn đảo là các bãi triều và thềm biển bị xói lở, khi thủy triều rút xung quanh còn có nhiều hồ đá để bắt cá nên có tài nguyên sinh thái phong phú.

## Nhân khẩu
Cuộc sống trên đảo đơn giản, chỉ có một cửa hàng tạp hóa, tất cả những nhu yếu phẩm hàng ngày của người dân trên đảo đều phải mang từ đảo chính Bành Hồ ra. Do cư dân di cư nên đến năm 2005, trường tiểu học trên đảo bị đóng cửa, hiện trẻ em phải đi thuyền đến đảo chính Bành Hồ để học tập. Hầu như chỉ còn lại người già sống trên đảo Đại Thương. Theo thống kê của chính quyền huyện Bành Hồ, dân số vào tháng 3 năm 2017 là 298 người.

## Giao thông

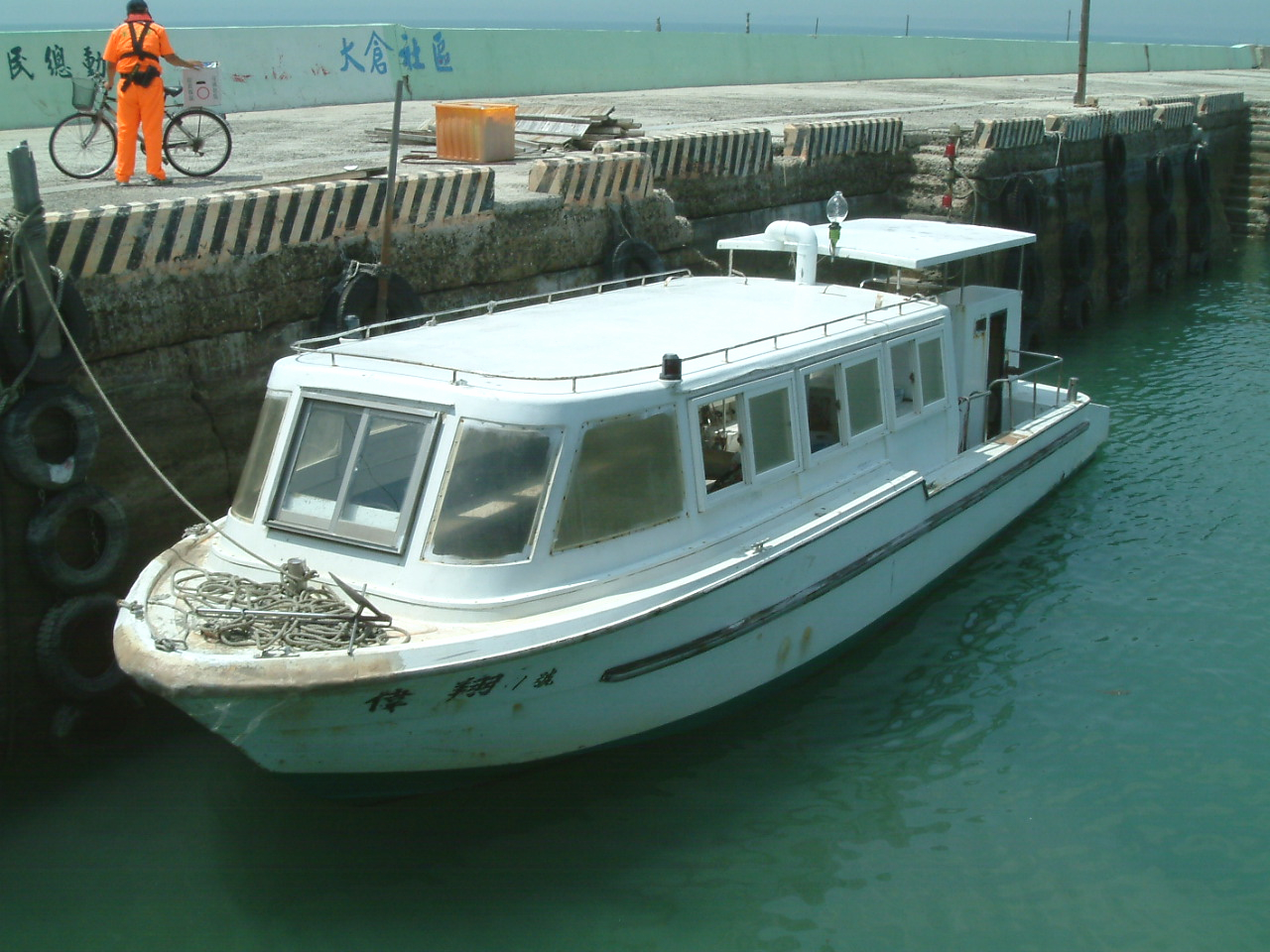
Thuyền vận chuyển neo tại đảo Đại Thương

Để đến đảo Đại Thương, mọi người phải đi thuyền, và có thể đi thuyền Vĩ Tường số 1 do trưởng thôn Đại Thương mở đến đảo Đại Thương.
- 11 giờ trưa: Lên thuyền tại cảng cá Trùng Quang, Mã Công.
- 3 giờ chiều: Lên thuyền tại cảng cá Đại Thương về Mã Công.